# Người lai Âu Á
Một người lai Âu Á (tiếng Anh: Eurasian) là một người có nguồn gốc chủng tộc pha trộn giữa châu Á và châu Âu.

## Tổng quan
Thuật ngữ Eurasian lần đầu tiên được đặt ra ở Ấn Độ thuộc địa của Anh vào giữa thế kỷ XIX.  Thuật ngữ này ban đầu được dùng để chỉ những người hiện được gọi là những người Anh-Ấn, những đứa trê là con lai giữa người Anh và người Ấn Độ. Ngoài người Anh, nhiều người gốc Bồ Đào Nha, Hà Lan, người Ai len hay ít hơn là người gốc Pháp. Thuật ngữ này đã được sử dụng trong văn học nhân loại học từ những năm 1960.

## Các nhóm cụ thể

### Trung Á
Trong lịch sử, Trung Á là một "nồi nấu chảy" của các dân tộc Tây Âu và Đông Âu, dẫn đến sự pha trộn và đa dạng di truyền cao. Các phân tích vật lý và di truyền của hài cốt cổ đại đã kết luận rằng - trong khi người Scythia, bao gồm cả những người ở khu vực phía đông Pazyryk - sở hữu các đặc điểm chủ yếu được tìm thấy (trong số những người khác) ở chủng tộc da trắng, kiểu hình hỗn hợp Âu Á cũng thường xuyên biểu hiện ra ngoài, cho thấy rằng toàn bộ người Scythia có nguồn gốc một phần từ dân số Đông Âu.

### Đông Nam Á

#### Việt Nam
Trong cuộc điều tra dân số chính thức gần đây nhất ở Đông Dương thuộc Pháp năm 1946, có 45.000 người lai Âu Á tại Việt Nam, Lào và Campuchia. Alexander Hamilton nói rằng "Tại Bắc Kỳ người ta khao khát có một đứa con lai châu Âu tại đất nước họ, vì lý do đó, các quan lại quyền thế không thấy có gì xấu hổ hay ô nhục khi con gái họ  kết hôn với các thủy thủ người Anh và Hà Lan, trong thời gian những người này ở lại Bắc Kỳ, và thường khoe con rể của họ khá đẹp trai lúc họ khởi hành, đặc biệt là nếu họ bỏ vợ với con; Nhưng ngoại tình là nguy hiểm cho người chồng, vì họ thành thạo nghệ thuật đầu độc."
Việt Nam chứng kiến sự gia tăng dân số Á-Âu sau khi Hoa Kỳ gia nhập với tư cách là một chiến binh tích cực trong Chiến tranh Việt Nam năm 1965. Một số lượng lớn lính Mỹ da trắng đã được triển khai ở miền nam Việt Nam để tăng cường lực lượng, và việc giao tiếp với phụ nữ Việt Nam địa phương là phổ biến. Kết quả là sự ra đời của những đứa trẻ được gọi là con lai, là sản phẩm từ nhiều hoàn cảnh khác nhau, từ các mối quan hệ lâu dài và tình yêu thực sự đến mại dâm và hiếp dâm. Khi chiến tranh xảy ra với Nam Việt Nam vào đầu những năm 1970, việc rút quân Mỹ dần dần trong quá trình Việt Nam hóa bao gồm nhiều cô dâu chiến tranh Việt Nam và những đứa trẻ mang hai dòng máu của họ. Tình hình khiến Quốc hội Hoa Kỳ ban hành Đạo luật American Homecoming Act, cấp tình trạng     nhập cư ưu đãi đặc biệt cho trẻ em lai có cha từng là quân nhân tại Việt Nam do cha họ tuyên bố. Những trẻ em lai còn ở Việt Nam, khoảng 20.000, thường có hoàn cảnh tồi tệ nhất, không có cha và thường kết thúc ở trại trẻ mồ côi vì người mẹ không có khả năng hoặc không quan tâm đến việc nuôi dạy.